# Dracovenator
Dracovenator („dračí lovec“) byl rod středně velkého masožravého dinosaura (teropoda), který žil v období počátku jury na území dnešní Jihoafrické republiky.

## Popis
Dracovenator žil před zhruba 200 miliony let a dosahoval délky asi 6 až 7 metrů. Jeho hmotnost zřejmě nepřesáhla 250 kg, takže byl poměrně lehce stavěný a zřejmě dokázal rychle běhat. Nejspíš lovil malé ptakopánvé dinosaury rodu Heterodontosaurus, Abrictosaurus a Lesothosaurus nebo i větší prosauropody, jako byly rody Massospondylus a Plateosaurus. Byl zástupcem čeledi Dilophosauridae, jejímž nejznámějším příslušníkem je zhruba stejně velký a velmi podobný severoamerický rod Dilophosaurus. Dracovenator byl popsán jihoafrickým paleontologem Adamem M. Yatesem v roce 2006. V současnosti je znám jediný validní (vědecky platný) druh tohoto rodu, D. regenti.